# I Do (Douwe Bob & Jacqueline Govaert)
"I Do" is een nummer van de Nederlandse zangers Douwe Bob en Jacqueline Govaert. Het nummer verscheen op Bobs album The Shape I'm In uit 2018. Op 6 november van dat jaar werd het uitgebracht als de tweede single van het album.

## Achtergrond
"I Do" is geschreven door Douwe Bob en Matthijs van Duijvenbode en is geproduceerd door Thijs van der Klugt. Er bestaan twee versies van het nummer: een duetversie met Jacqueline Govaert en een soloversie waarin meer strijkers te horen zijn. Bob schreef het nummer toen hij rouwde over zijn relatiebreuk. Hij noemde het album dan ook een "break-upplaat" en vertelde over het nummer zelf: "Heb ik huilend achter de piano geschreven. Het was de eerste keer dat ik de tranen zo op het schrijfblok heb zien vallen. Dat ik mijn emoties zo puur op papier kreeg, werkte heel motiverend toen."
"I Do" werd geen grote hit: het kwam niet in de Top 40 of de Single Top 100 terecht en bleef steken op de vijfde plaats in de Nederlandse Tipparade. Desondanks werd het wel vaak gedraaid op de radio, vooral op NPO Radio 2, die het nummer tot TopSong uitriep. In 2019 kwam het tevens binnen in de jaarlijkse Top 2000 die op dezelfde zender te horen is.

## NPO Radio 2 Top 2000
| Nummer met noteringen in de NPO Radio 2 Top 2000 | '19  | '20  | '21-'22 | '23  | '24  |
| ------------------------------------------------ | ---- | ---- | ------- | ---- | ---- |
| I Do                                             | 1661 | 1938 | -       | 1696 | 1639 |

1. ↑  Een '-' betekent dat het nummer niet was genoteerd en een vetgedrukt getal geeft de hoogste notering aan.
2. ↑  2019 was het eerste jaar met een notering voor dit nummer.